# Jetro Willems
Jetro Willems (Rotterdam, 30 de març de 1994) és un futbolista neerlandès que juga com a lateral esquerre.
També ha jugat a la selecció dels Països Baixos en diverses ocasions, incloent-hi l'Eurocopa 2012, on va disputar el partit inaugural del seu equip a l'edat de 18 anys i 71 dies, fent-lo el jugador més jove que hagi jugat mai en el Campionat d'Europa de la UEFA.

## Trajectòria esportiva

### Sparta Rotterdam
Willems es va formar al club amateur Spartaan'20 i a les categories inferiors del Sparta Rotterdam. Va fer el seu debut com a professional el 16 de gener de 2011 en un partit de la segona divisió neerlandesa contra els Go Ahead Eagles. Va marxar de l'Sparta el final de la temporada 2010–11, havent jugat 16 partits pel primer equip, sense marcar cap gol.

### PSV Eindhoven

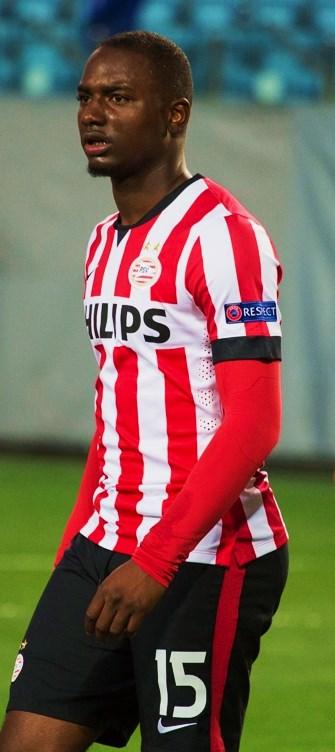
Willems jugant amb el PSV (2014)

El 31 d'agost de 2011, Willems va firmar un contracte de tres anys amb el PSV Eindhoven. Va rebre el dorsal 43 i va debutar en la Eredevise el 23 d'octubre, contra el SBV Vitesse. El novembre es va establir definitivament com a membre del primer equip, i el mateix mes va ser anomenat el neerlandès més jove que hagi competit en una competició de la UEFA per la seva participació en un partit de la fase de grups de la Lliga Europa contra el Hapoel Tel Aviv.
El desembre es va relacionar el jugador amb el Manchester United FC de Sir Alex Ferguson, qui buscava "el pròxim Patrice Evra". El fitxatge per això no es realitzaria, i l'abril de 2012 Willems firmà un nou contracte amb caducitat el 2016.
El primer gol professional de Willems va arribar-hi el 22 d'abril en la victòria del PSV contra el NEC Nimega. Amb 18 anys, aquest gol va convertir el jugador en el golejador més jove de l'Eredevise 2011–12, una temporada on va disputar 20 partits a causa de la lesió del lateral Erik Pieters.
Els seus últims anys al PSV van ser marcats per diverses lesions el genoll, i va marxar de l'equip el juliol de 2017.

### Eintracht Frankfurt
Willems va jugar 29 partits en la seva primera temporada a Frankfurt, incloent-hi la final de la copa alemanya contra l'FC Bayern de Múnic.
Malgrat disputar 11 partits en la Lliga Europa, en la seva segona temporada a la Commerzbank-Arena només va jugar sis partits de la Bundesliga, i el final de la temporada va ser cedit al Newcastle United.

#### Cessió al Newcastle United
El 2 d'agost de 2019, el Newcastle United va anunciar que havia arribat a un acord amb l'Eintracht Frankfurt per incorporar Jetro Willems com a cedit.

## Selecció neerlandesa

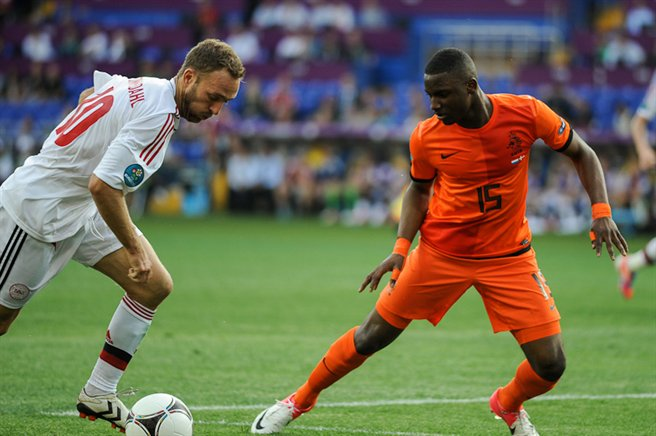
Willems jugant a l'Eurocopa 2012

Jetro Willems va ser titular regular a les categories inferiors de la selecció dels Països Baixos, i va formar part de l'equip guanyador de l'Eurocopa sub-17 del 2011.
El jugador va ser inclòs en la convocatòria provisional dels Països Baixos per l'Eurocopa 2012 i amb 18 anys i 71 dies va disputar el partit inaugural de l'Oranje, una derrota contra Dinamarca. Willems va avançar Enzo Scifo com el jugador més jove que hagi participat en un campionat d'Europa de la UEFA, i, malgrat l'eliminació dels neerlandesos a la fase de grups del torneig, Willems va impressionar. Willems no va poder participar en el mundial del 2014 a causa d'una lesió al genoll, i no ha jugat per la selecció taronja des del 2016.

## Palmarès
PSV
- Erdivisie: 2014–15, 2015–16
- KNVB Cup: 2011–12
- Johan Cruijff Schaal: 2013, 2016

Eintracht Frankfurt
- DFB-Pokal: 2017–18

Països Baixos sub-17
- Campionat d'Europa sub-17: 2011